# Saint-Jean-Poutge
Saint-Jean-Poutge este o comună în departamentul Gers din sudul Franței. În 2009 avea o populație de 311 de locuitori.

## Evoluția populației
| An        | 1975 | 1982 | 1990 | 1999 | 2006 | 2009 |
| --------- | ---- | ---- | ---- | ---- | ---- | ---- |
| Populație | 322  | 314  | 283  | 239  | 250  | 311  |